# Las Majadas (Venezuela)
Pour les articles homonymes, voir Las Majadas.
Las Majadas est la capitale de la paroisse civile de Las Majadas de la municipalité de Sucre de l'État de Bolívar au Venezuela.